# غرفة أخبار

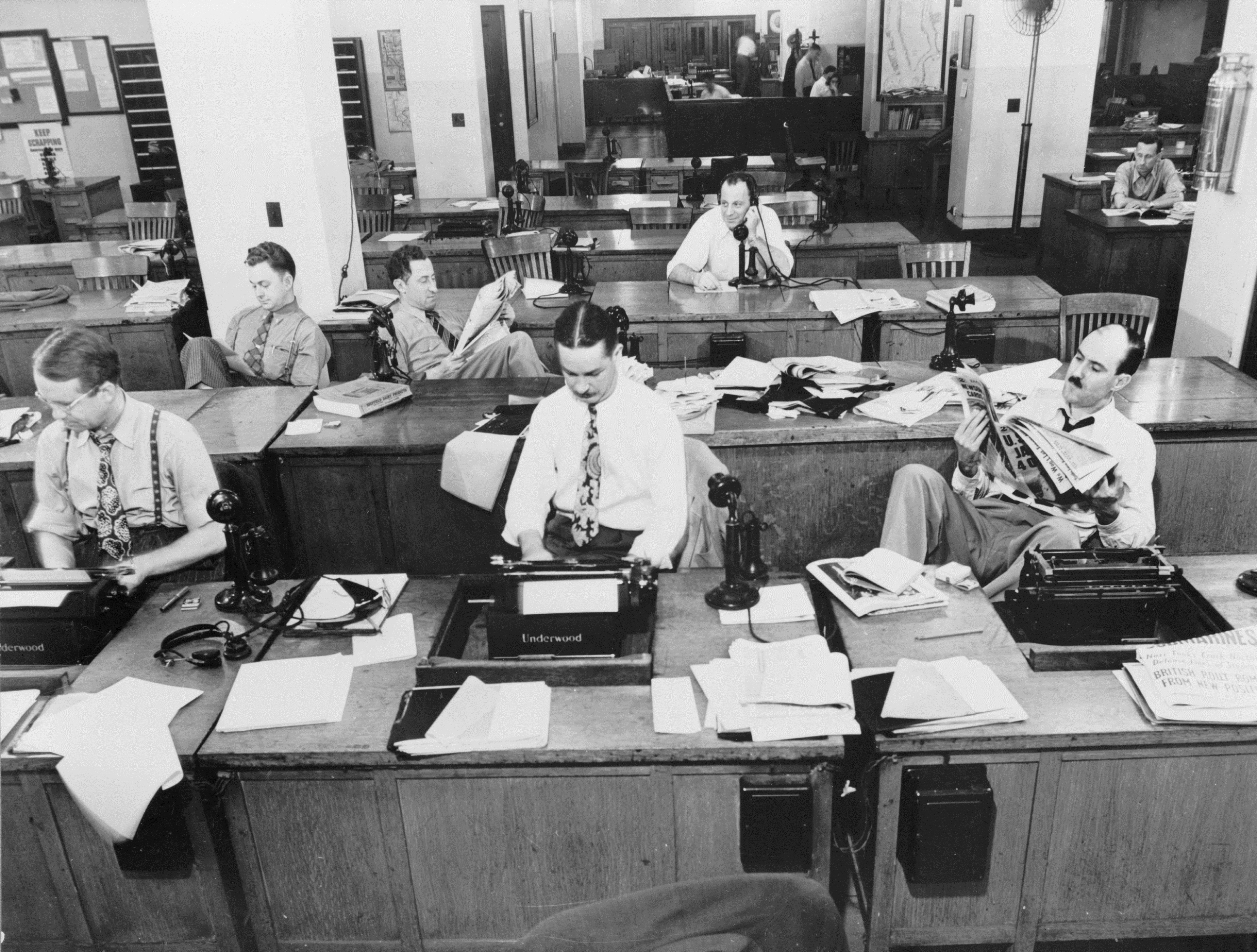
صحفيون يكتبون على الآلة الكاتبة، ويتلقون المعلومات عبر الهاتف من مراسلي الميادين، وينتظرون المهام، ويدرسون مختلف الصحف على مكاتبهم بغرفة الأخبار في صحيفة نيو يورك تايمزصورة من عام 1942

غرفة الأخبار هي المكان المركزي الذي يعمل فيه الصحفيون—المراسلون والمحررون والمخرجون مع غيرهم من فريق العمل لجمع الأخبار لنشرها في صحيفة أو صحيفة على الإنترنت أو مجلة، أو لإذاعتها في المذياع أوالتلفاز أو عبر الكابلات. ويمكن استخدام مفهوم "غرفة الأخبار" اليوم من قبل بعض ممارسي العلاقات العامة، كممثلي الشركات والمنظمات، بهدف خلق أو التأثير على "وسائل الإعلام" الخاصة بهم.
تشير بعض المنظمات الصحفية لغرفة الأخبار بأنها غرفة المدينة.
[بحاجة لمصدر]

## غرف الأخبار والطباعة والنشر

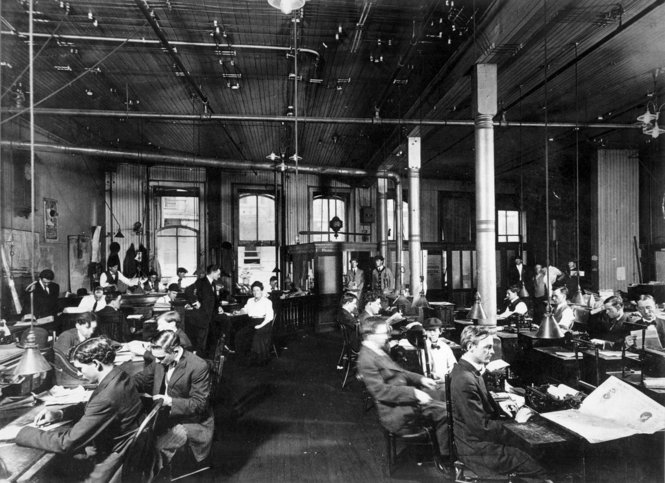
صحفيون ومحررون وموظفون أثناء العمل في غرفة الأخبار بصحيفة تايمز بيكايون، 1900

في غرفة أخبار الطباعة، يجلس الصحفيون على المكاتب يجمعون المعلومات، ويكتبون المقالات أو الموضوعات، مستخدمين في الماضي الآلات الكاتبة، ومستخدمين أحيانًا في فترة السبعينيات طرفيات الحاسوب، ثم بعد أوائل الثمانينيات مستخدمين الحواسيب الشخصية أو محطات العمل. تُسلم هذه الموضوعات للمحررين، الذين يجلسون معًا على مكتب كبير، حيث تتم المراجعة وربما إعادة الكتابة. يستخدم الصحفيون عمومًا أسلوب الهرم المقلوب لكتابة موضوعاتهم، بالرغم من أن بعض الكتابات الصحفية تستخدم أساليب أخرى، ويعتبر بعض من أعمال توم وولف مثالاً للكتابة الصحفية التي لم تتبع هذا الأسلوب.
وبمجرد الانتهاء، يكتب المحررون عنوان الموضوع ويبدءون مرحلة التخطيط (انظر النشر) في صفحة صحيفة أو مجلة. ويراجع المحررون أيضًا الصور والخرائط والمخططات البيانية وغيرها من الرسوميات التي ستستخدم في الموضوع. وفي الكثير من الصحف، يعمل محررو النسخ الذين يراجعون الموضوعات لنشرها معًا على ما يسمى مكتب تحرير النسخ، ويشرف عليهم رئيس قسم تحرير النسخ أو محرر الليل أو محرر الأخبار. أما محررو المهام، ومن بينهم محررو المدينة، الذين يشرفون على عمل الصحفيين، فقد يعملون أو لا يعملون مع مكتب تحرير النسخ.
تعتمد طريقة هيكلية وعمل غرفة الأخبار في جزء منها على حجم النشر وموعد نشره، لا سيما إذا كانت صحيفة يومية، والتي قد يتم نشرها إما بالصباح (الدورة الصباحية) أو بالمساء (الدورة المسائية). وتتبع معظم الصحف اليومية نظام الدورة الصباحية.
في جميع غرف أخبار الصحف تقريبًا، يجتمع المحررون عادة مع رئيسهم يوميًا لمناقشة أي الموضوعات سيتم وضعها في الصفحة الأولى، وأقسامها وفي الصفحات الأخرى. ويسمى هذا الاجتماع عادة "اجتماع الميزانية"، ويرجع ذلك إلى حقيقة أن الموضوع الرئيسي للاجتماع هو موازنة أو تخصيص مساحة في العدد القادم.
يوجد عادة في غرف الأخبار مكتب مهام والذي يرصد موظفوه ماسحات الطوارئ، ويجيبون على الاتصالات الهاتفية ورسائل الفاكس ورسائل البريد الإلكترونيالواردة من الجمهور والصحفيين. كما أن مكتب المهام مسؤول عن تعيين الصحفيين للموضوعات أو تحديد ما ستتم تغطيته أو لا. وفي العديد من غرف الأخبار، يكون مكتب المهام مرتفعًا بدرجة أو اثنتين عن باقي غرفة الأخبار ليسمح لموظفيه برؤية جميع من في الغرفة.
في بعض غرف الأخبار، يطبق نظام عمل جماعي متكامل يسمى مفهوم المايسترو لتحسين إدارة الوقت لغرفة الأخبار. ويعتبر نظام المايسترو هذا وسيلة لتحسين عرض الموضوعات في وسائل الإعلام اليومية للقراء المشغولين. العمل الجماعي والتعاون منذ بداية فكرة الموضوع تدفع به إلى الحياة من خلال دمج الصور والتصميم ومخططات المعلومات البيانية كل ذلك مع الكتابة الصحفية.

## غرف أخبار البث

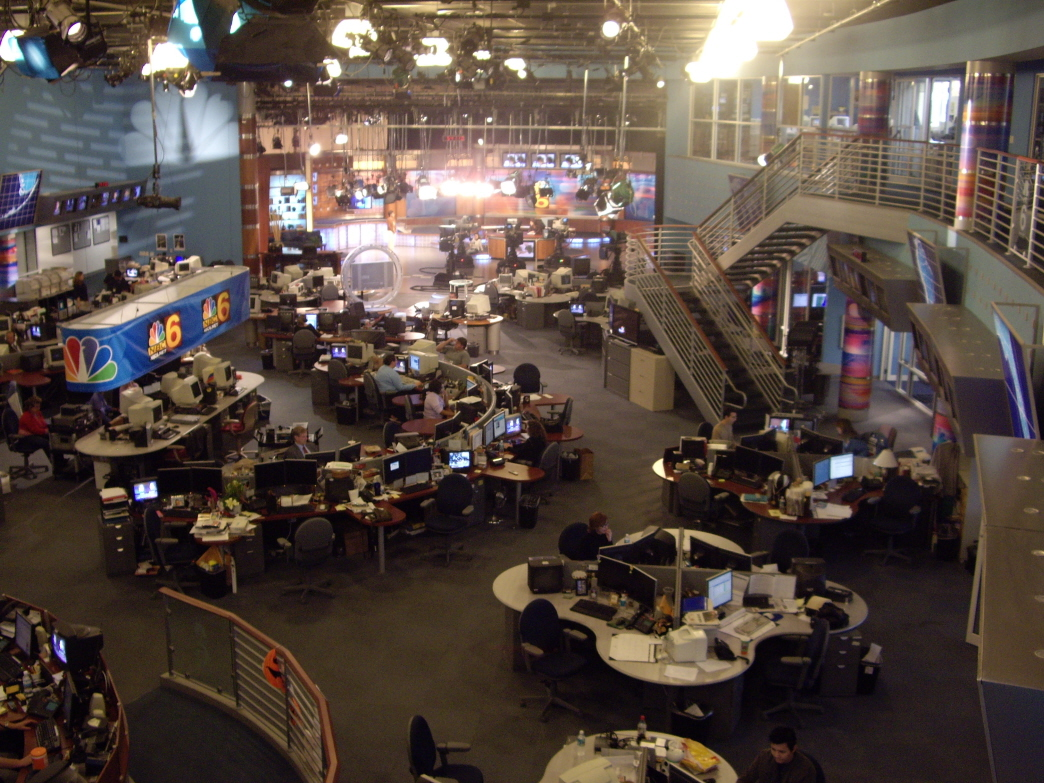
غرفة أخبار لمحطة بث تلفزيونية، قناة WTVJ ،ميامي، فلوريدا

تشبه غرف أخبار البث غرف أخبار الصحف كثيرًا. والاختلافان الرئيسيان هما أن غرف الأخبار هذه تشمل غرفًا صغيرة لتحرير الفيديو أو الصوت، وأنها توجد أيضًا بجوار استديوهات الراديو أو التلفزيون.

## التغييرات في غرف الأخبار
مرت غرف الأخبار الأمريكية الحديثة بالعديد من التغييرات خلال الخمسين سنة الأخيرة، بإحلال الحواسيب محل الآلات الكاتبة، والإنترنت محل مستقبلات المبرقة، ومن جماعات الأقلية العرقية، وكذلك النساء العاملات كصحفيات ومحررات، بما في ذلك تقلدهن للعديد من المناصب الإدارية. وللعديد من الصحف طبعات على الإنترنت، ويطلب في بعضها من الصحفيين الوفاء بالمواعيد النهائية الأكثر صرامة لنشر موضوعاتهم على موقع الصحيفة حتى قبل طباعة الإصدار الورقي وتوزيعه. ومع ذلك، فإن هناك أشياء لم تتغير؛ فالعديد من الصحفيين لا يزالون يستخدمون الدفاتر والهاتف لجمع المعلومات، بالرغم من أن الحاسوب قد أصبح أداة أساسية أخرى للكتابة الصحفية.

## غرف الأخبار والثقافة الشعبية
- إن غرف الأخبار الأمريكية كانت موقعًا للعديد من الكتب والأفلام والبرامج التلفزيونية حول عمل الصحف والمجلات، وخاصة الأفلام مثل His Girl Friday، أو  (كل رجال الرئيس) أو The Paper (الجريدة)، والبرامج التلفزيونية مثل Lou Grant (لو جرانت) وMurphy Brown (ميرفي براون).
- وكانت غرفة أخبار محطة تلفزيونية كندية موقعًا لكوميديا شبكة سي بي سي The Newsroom (غرفة الأخبار) . كما كانت تعرض أيضًا على بعض محطات التلفزيون العامة في الولايات المتحدة الأمريكية.
- كان فيلم 2004 The Legend of Ron Burgundy (المذيع: أسطورة رون بورغاندي) يدور حول غرفة أخبار.
- سلسة الدراما التلفزيونية الأمريكية The Newsroom (غرفة الأخبار) كانت تدور في غرفة الأخبار الخاصة بقناة الأخبار السلكية.